# Блестяще (фильм)
«Блестяще» (фр. Le Brio) — французский комедийный фильм 2017 года, поставленный режиссером Иваном Атталем с Даниелем Отеем и Камелией Джорданой в главных ролях. Лента была номинирована в 3-х категориях на получение французской национальной кинопремии «Сезар» 2018 года.

## Сюжет
Нейла Салах из Кретея всегда стремилась стать адвокатом. В первый же день своего пребывания в университете Пантеон-Ассас, она сталкивается с профессором Пьером Мазаром, известным своими провокациями и частными курсами. После драки со своим студентом, Пьер, чтобы искупить свою вину, соглашается готовить Нейлу к участию в престижном конкурсе по красноречию. Несмотря на его цинизм и требования, Нейла, кажется, нашла именно того наставника, в котором чувствовала потребность. Однако ей придется сначала преодолеть свои предрассудки.

## В ролях
- Даниэль Отёй — Пьер Мазар
- Камелия Жордана — Нейла Салах
- Ясин Уиша — Мунир
- Нозха Кхуадра — мать Нейлы
- Николя Вод — Грегуар Вивиани — президент университета
- Жан-Баптист Лафарж — Бенжамин де Сегонзак
- Виржиль Леклер — Кёфран
- Зохра Бенали — бабушка Нейлы

## Награды и номинации
Премия «Сезар»-2018
- Лучший фильм — продюсеры: Димитри Рассам, Бенжамин Элалуф, режиссёр: Иван Атталь (номинация)
- Лучший актёр — Даниэль Отёй (номинация)
- Самая многообещающая актриса — Камелия Жордана (награда)

Премия «Люмьер»-2018
- Лучший актёр — Даниэль Отёй (номинация)
- Самая многообещающая актриса — Камелия Жордана (номинация)